# Lloyd deMause
Lloyd deMause (Detroit, 1931. szeptember 19. – New York, 2020. április 23.) amerikai pszichológus a pszichohistória területéről.

## Életpályája
A Columbia Egyetemen politológusként diplomázott, majd laikus pszichoanalitikusnak tanult. Ő a The Journal of Psychohistory című folyóirat megalapítója. Megalkotta a pszichogenetikus gyermekkortörténeti fejlődésmodelljét.

## Kutatási területe
DeMause munkássága nagy mértékben hozzájárult a pszichohistória tanulmányaihoz, ami a történelmi események pszichológiai háttereit, motivációit vizsgálja. Arra törekedett, hogy megértse a csoportok és nemzetek szociális és politikai viselkedés érzelmi hátterét, múltat és jövőt. Témája a gyermekkor és a család, különösen a gyermekbántalmazás.
Egy 1994-es interjúban a The New Yorker-ben így nyilatkozott: „ Ahhoz, hogy a pszichohistóráiból vásárolj, erős feltételezéseket kell aláírnod… például, hogy egy nemzet gyerek nevelési szokásai kihatnak annak külpolitikájára. ”

## Kiadványai
DeMause több mint 90 tudományos cikket és könyvet publikált.

### Könyvei
- The History of Childhood. Northvale, New Jersey: Jason Aronson. 1975
- A bibliography of psychohistory. New York: Garland Pub. 1975
- The New psychohistory. New York: Psychohistory Press. 1975
- Jimmy Carter and American fantasy: psychohistorical explorations. New York: Two Continents. 1977
- Foundations of psychohistory. New York: Creative Roots. 1982
- Reagan's America. New York: Creative Roots. 1984
- The Emotional Life of Nations. New York: Karnac. 2002

## Pszichogenetikus gyermekkortörténeti fejlődésmodell
Lloyd DeMause Philippe Ariès téziseivel vitatkozva dolgozta ki saját pszichogenetikus gyermekkortörténeti fejlődésmodelljét. Ennek ellenére elmélete több ponton rokonságot mutat a francia történész elveivel. Alapvető jelentőségű a téma szempontjából a „A gyermekkor története” (The History of Childhood) című – munkatársaival közösen írt – tanulmánykötete(1974), amelynek bevezető tanulmányában DeMause szívbemarkoló sorokkal ecseteli a régi gyermekek szenvedéseit:
„A gyermekkor története rémálom, amelyből most kezdünk felébredni. Minél jobban visszafele haladunk a történelmi korokban, annál több jelét találjuk a gyerekek elhanyagolásának és annál nagyobb a valószínűsége, hogy a gyerekeket megölték, kitették, kínozták, vagy szexuálisan bántalmazták.”
A könyv német fordítása a következő, igen kifejező címmel jelent meg 1977-ben:„Hört ihr die Kinder weinen? Eine psychogenetische Geschichte der Kindheit”
Az egyes történeti korok gyermekfelfogását elemző tanulmánykötet bevezetőjében DeMause egy lassú, de következetes fejlődési folyamatot vázol fel, amely szerint a gyermekkor története a felnőtt és a gyermek egyre szorosabb közeledése egymáshoz. A történeti korokon átívelő fejlődés következtében általános javulás következett be a gyermekekkel való bánásmódban, mivel a szülők egyre alkalmasabbakká válnak rá, hogy megfelelően reagáljanak gyermekeik szükségleteire.
DeMause alapvetően mélylélektani ihletettségű elmélete szerint három olyan alapvető reakciótípus létezett a történelem folyamán, amellyel a szülők gyerekeikkel kapcsolatos attitűdje leírható:
- 1. Projektív (kivetítő) reakció (projective reaction): Az anyák saját tudatalattijukból táplálkozó félelmeiket, szorongásaikat vetítik újszülött gyermekükre.
- 2. Fordított reakció, „szerepmegfordítás” (reversal reaction): A gyerek ekkor sajátos „felnőtt-alakként” szerepel, olyan figuraként, aki a szülők saját gyermekkorában fontos szerepet játszott.
- 3. Empatikus reakció (emphatic reaction): A szülők ebben az esetben az empátia révén „belehelyezkednek” gyermekük szükségleteibe, és megkísérlik kielégíteni azokat.

## A szülő-gyermek kapcsolat lépcsőfokai

### Gyerekgyilkosság
Az antikvitástól Kr. u. 4. századig terjedő időszak
A szülő gyermekét okolja minden bajáért, minden áron meg akar tőle szabadulni, vagy szakrális gyermekáldozat a közösség megmentéséért. Például Karthágóban Kr. e. 210-ben az istenek engesztelésére 200 nemesi születésű gyereket áldoztak fel. Diodórosz szerint kétszáz nemesi származású csecsemő halt tűzhalált, de további háromszáz család önként ajánlotta fel elsőszülöttjét. A szülők gyakran úgy szabadulnak meg a gyerekeikkel szembeni gondozási kötelességüktől, hogy a saját tudatalattijukból származó szorongásaikat és félelmeiket vetítik ki rájuk.

### Kitevés
4-13. század
Miután a szülők felfedezték, hogy gyermekeik saját lélekkel megáldott teremtmények, csak úgy szabadulhattak meg saját kínzó projekcióiktól, hogy gyermekeiktől megszabadultak. Szoptatós dajkához adták, kolostorba küldték, nevelőszülők gondjaira bízták, szolgának adták, szélsőséges esetben elhagyták. A gyerek gyakran mint a gonosz megtestesülése jelent meg szülők tudatában, mindennapos volt a gyerekek verése. Maga a tetőtől talpig való szoros pólyázás évszázadokon át uralkodó szokása is a kitevés látens formájaként értelmezhető.

### Ambivalencia
14-17. század
Mivel még élt a hiedelem arról, hogy a gyermek lelke a szülők kivetített bűnös tudattartalmainak „lerakodóhelye”, a szülők egyre nagyobb gondot kezdtek fordítani gyerekeik nevelésére. Úgy tekintettek testükre és lelkükre, mint alakítható (és minden áron alakítandó) viasztömbre. A tizennegyedik századtól kezdve egyre gyakrabban jelennek meg gyermekek neveléséhez, „vezetéséhez” tanácsokkal szolgáló útmutató könyvek (regimen). Ezzel párhuzamosan – a moralista szerzők és egyes vallási irányzatok hatására – a 17. századra megszületik az „ártatlan gyermek” mítosza is. E két tendencia ütközőpontján a szülő-gyermek kapcsolatra távolságtartás és a kötődés ambivalenciája lesz jellemző.

### Intrúzió (behatolás, birtokbavétel)
18. század
Már vége a szülői félelmek projiciálásának, akik ettől fogva arra törekszenek, hogy minél közelebb kerüljenek gyermekeikhez, s birtokba vegyék lelkük legmélyebb rétegeit is. A szülői kontroll egyre áthatóbb lesz, a gyerekeket korán engedelmességre szoktatják, de már nem verik őket öncélú rendszerességgel. Erre a korszakra a gyermekgyógyászat fejlődése jellemző, ami a 18. századra a gyermekhalandóság csökkenését eredményezte. Az „intrúzió” eredetileg a geológiában használatos kifejezés. Jelentése: a magma nagyobb tömegeinek behatolása a kőzetek közé.

### Szocializáció
19-20. század közepe
Ekkorra már nem a gyerek akaratának minden áron való megtörése a cél, hanem az, hogy önként alávesse magát az együttélés normáinak, zökkenőmentesen beilleszkedjék a társadalomba.
A 19. században már az apák sem „alkalmi vendégek” a gyermeknevelés terén, egyre többször kapcsolódnak be fiaik és lányaik nevelésébe.

### Támogatás, empátia
1950-től
A támogató szülői attitűd azon a felismerésen alapul, hogy a gyerekek mindig jobban tudják szüleiknél, hogy mire van szükségük fejlődésük egy-egy szakaszában. Ez a gyermekközpontú nevelés korszakának kezdete. A szülők az empátia révén „belehelyezkednek” gyermekük lelki állapotába, hogy megérthessék őket és kielégíthessék szükségleteiket.
A fegyelmezésre és a szokások alakítására irányuló törekvések ekkor már hiányoznak a nevelői gyakorlatból. Sok időre, nagy energia-befektetésre, és fejlett toleranciaérzékre van szükség ahhoz, hogy a szülők segítsenek gyermekeiknek abban, hogy azok elérhessék saját céljaikat.
DeMause szavai szerint „Mindeddig kevés szülő vállalkozott arra, hogy gyermekét következetesen ilyen módon nevelje.”
A támogató szülői attitűd elterjedésében a 20. századi reformpedagógiai és alternatív pedagógiai törekvések mellett igen nagy szerepet játszottak az új szellemben írt nevelési tanácsadók, mindenekelőtt Benjamin Spock „Csecsemőgondozás és gyermeknevelés” című könyve.
DeMause fejlődésmodelljét sokan támadták, mivel az emberi ösztönéletet helyezi az anya-gyerek kapcsolat középpontjába. Emellett az általa kidolgozott fejlődési modell érvényességét bizonyítandó sokszor nem riadt vissza attól sem, hogy történeti tényekkel önkényesen bánjék. DeMause kísérlete a gyermekfelfogás átfogó fejlődési vonulatának felvázolására újszerű és érdekes, bár eredményei vitathatóak. Könyvei, pszichohistóriai tárgyú publikációi mindezzel együtt ösztönzően hatnak a gyermekkortörténeti kutatásokra. Az általa kiváltott hatás éppolyan elementáris erejű, mit az Ariès-köteté. DeMause fejlődéselmélete – hiába tagadja szerzője – több ponton közös Ariès felfogásával.

## Fordítás
- Ez a szócikk részben vagy egészben  a   Lloyd deMause című angol Wikipédia-szócikk fordításán alapul.  Az eredeti cikk szerkesztőit annak laptörténete sorolja fel. Ez a jelzés csupán a megfogalmazás eredetét és a szerzői jogokat jelzi, nem szolgál a cikkben szereplő információk forrásmegjelöléseként.